# Ciampolo de Navarra
Ciampólo (de Gian Paolo, o Jean Paul), originario del reino de Navarra, es un personaje de la Divina Comedia de Dante Alighieri, encontrado en el canto XXII, en la quinta fosa (bolgia) del octavo círculo, entre los estafadores.

Yo en el reino de Navarra nací.

Mi madre, que me puso al servicio de un señor,

de un mezquino me había engendrado,

destructor de sí mismo y de sus cosas.

Después fui cortesano del buen rey Tebaldo:

Y allí me dediqué a timar con sus favores

de lo que rindo razón en este caldo.
Infierno XXII, vv. 48-54

De este personaje no se sabe nada salvo lo que nos dice el Dante: estuvo al servicio del rey Teobaldo II de Navarra, (V como conde de Champaña), bajo el cual malversó fondos. El mismo nombre Ciampolo, también, no aparece en el texto, sino que es atribuido al personaje por antiguos comentadores. Por esto fue también identificado con el poeta juglaresco Rutebeuf, él también activo en la corte del rey Tebaldo, el cual conmemoró la participación en la Cruzada de San Luis.